# Massacre de 2011 à San Fernando
Le massacre de 2011 à San Fernando, aussi appelé second massacre de San Fernando, est l'enlèvement et le meurtre collectif de 193 personnes par l'organisation criminelle Los Zetas durant la guerre de la drogue, à San Fernando, dans l'État du Tamaulipas, au Mexique en mars 2011. Il débute peu après le massacre d'Allende.
Les autorités enquêtant sur le massacre ont signalé de nombreux détournements de bus de passagers sur la route fédérale mexicaine 101 à San Fernando, et les victimes enlevées ont ensuite été tuées et enterrées dans 47 fosses communes clandestines. Les enquêtes ont commencé immédiatement après que plusieurs valises et autres bagages n'aient pas été réclamés à Reynosa et Matamoros, dans le Tamaulipas. Le 6 avril 2011, les autorités mexicaines ont exhumé 59 corps de huit fosses communes. Le 7 juin 2011, après une série de fouilles, un total de 193 corps ont été exhumés de fosses communes à San Fernando.
Les rapports mentionnent que les femmes victimes d'enlèvement étaient violées et que les hommes valides étaient forcés de se battre à mort avec d'autres otages. Les ravisseurs leur donnent alors des couteaux, des marteaux, des machettes et des clubs de golf pour trouver des recrues prêtes à tuer pour sauver leur vie. Dans ce sport sanguinaire, les survivants étaient recrutés comme tueurs à gages pour le gang Los Zetas ; ceux qui ne survivent pas sont enterrés dans une fosse commune clandestine. Après le massacre, des milliers de citoyens de San Fernando ont fui vers d'autres régions du Mexique et vers les États-Unis. Le gouvernement mexicain a réagi en envoyant 650 soldats à San Fernando et en établissant une base militaire dans la municipalité. Les troupes ont pris en charge les tâches des forces de police de la ville et ont travaillé sur des programmes sociaux et d'insertion. Un total de 82 membres de Zeta ont été arrêtés lors d'une descente massive de police le 23 août 2011. En 2012, la tranquillité est lentement revenue dans la ville, alors que la plupart des habitants ont fui à cause de la violence.
Les autorités mexicaines ne savent pas exactement pourquoi Los Zetas ont décidé d'enlever des personnes dans des bus, puis de les torturer, de les assassiner et de les enterrer. Elles supposent que les Zetas ont peut-être recruté de force les passagers pour en faire des fantassins de l'organisation, dans l'intention de leur demander une rançon ou de les extorquer avant qu'ils ne passent aux États-Unis. Certains tueurs ont toutefois avoué avoir enlevé et tué les passagers parce qu'ils craignaient que leurs rivaux, notamment le Cartel du Golfe, ne reçoivent des renforts d'autres États. L'un des chefs a avoué que Heriberto Lazcano, le chef suprême de Los Zetas, avait ordonné une enquête sur tous les bus passant par San Fernando ; ceux "qui n'avaient rien à voir avec cela devraient être libérés". En outre, les tueurs ont affirmé avoir examiné les téléphones portables et les SMS des passagers pour déterminer s'ils étaient impliqués ou non dans le cartel du Golfe, et qu'ils étaient particulièrement préoccupés par les bus en provenance des États de Durango et de Michoacán, deux bastions des cartels rivaux La Familia et Sinaloa.

## Contexte
La guerre contre les cartels de la drogue au Mexique est décidée par le président Felipe Calderón à la fin de l'année 2006, peu après son élection. Elle implique massivement l'armée mexicaine.
Los Zetas est un cartel et un syndicat du crime fondé en 1999 par l'ancien militaire Arturo Guzmán Decena pour servir de bras armé au cartel du Golfe (CDG) et composé dès son origine de vétérans des forces armées mexicaines et de policiers corrompus. Il s'émancipe progressivement du cartel du Golfe dès 2003 avant d'entrer en conflit contre lui à partir de 2010.
Les deux organisations — Los Zetas et le CDG — se battent pour le contrôle du Tamaulipas, un État qui a une position stratégique à la frontière avec les États-Unis. Los Zetas font régner une campagne de terreur dans la région : dès août 2010, et déjà à San Fernando, ils massacrent 72 migrants clandestins.
La route qui mène de Ciudad Victoria à Brownsville (Texas) et qui passe par San Fernando a acquis les surnoms de « route du diable » et « autoroute de la mort ».

## Déroulement
Entre le 24 et le 29 mars 2011, plusieurs bus de transport en commun qui se rendent à Reynosa, sont détournés à San Fernando. Le 6 avril, les autorités mexicaines découvrent 59 corps dans huit fosses communes clandestines à San Fernando. Au total, entre avril et juin, ce sont 193 cadavres de civils qui sont exhumés sur place,.
Au-delà de l'ampleur de la tuerie, cette série de massacres trouve sa notoriété dans des témoignages de survivants présumés et de membres anonymes du cartel qui décrivent une mise en scène unique : l'organisation de duels à mort entre passagers séquestrés. Il est recommandé de considérer ces histoires avec le recul critique qui s'impose car, à cause de sa dangerosité pour les journalistes, la région manque de ces derniers et en conséquence les exactions des Zetas sont mal documentées.
Quelques semaines après les faits, le journaliste américain Dane Schiller du Houston Chronicle publie le témoignage anonyme d"un certain « Juan », membre des Zetas. Il cite un jeu, appelé « Qui sera le prochain tueur à gages ? », inventé par le cartel et qui consiste à obliger des passagers des bus à se battre à mort entre eux. Le blog anglophone Borderland Beat (en), qui s'intéresse à la guerre de la drogue au Mexique, publie une histoire similaire issue d'un blog en espagnol, sans en confirmer l'authenticité. Dans cette histoire, les passagers hommes se voient remettre à chacun un marteau puis assemblés par paire. Miguel Treviño Morales, alias Comandante 40, leur ordonne alors de se battre à mort, le vainqueur de chaque duel étant ensuite recruté de force chez les Zetas.

Pour Alejandro Marentes, fondateur de Borderland Beat, l'histoire est réaliste dans le contexte de violence extrême de la guerre des cartels. Peter Hanna, un ancien du FBI, précise que « des choses qu'on n'aurait pas pu imaginer il y a quelques années sont maintenant monnaie courante… Avant on trouvait des corps dans des barriques d'acide, maintenant il y a des décapitations. ». Néanmoins, il voit dans cette nouvelle mise en scène une bien mauvaise manière de recruter, « ce serait plus une distraction », ajoute-t-il.

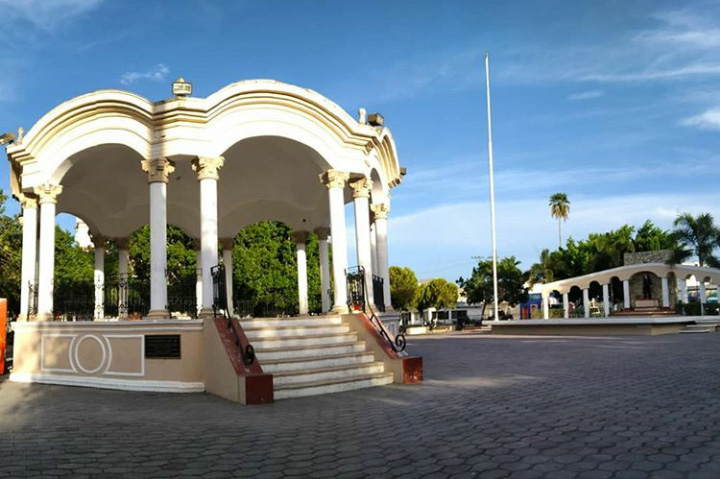
Une vue du centre de San Fernando.